# BKK Melitta HMR
Die BKK Melitta HMR ist eine regional ausgerichtete Betriebskrankenkasse (BKK) in der deutschen gesetzlichen Krankenversicherung mit Hauptsitz in Minden. Neben der Zuständigkeit für diverse Unternehmen ist sie satzungsgemäß geöffnet für Versicherte aus den Bundesländern Baden-Württemberg, Bayern, Berlin, Brandenburg, Bremen, Hessen, Mecklenburg-Vorpommern, Niedersachsen, Nordrhein-Westfalen, Sachsen, Sachsen-Anhalt und Schleswig-Holstein. Ihre Geschäftsstellen befinden sich in Minden, Herford, Nordenham, Bünde, Espelkamp, Petershagen und Wiehl.

## Geschichte
Die bkk melitta hmr ist zum 1. Januar 2022 aus der Fusion der BKK Melitta Plus mit der Betriebskrankenkasse Herford Minden Ravensberg (BKK HMR) entstanden.
Ehemalige BKK Melitta Plus
Die BKK Melitta Plus ist nach freiwilligen Vereinigungen am 1. Januar 2009 neu errichtet worden und öffnete sich am 1. Oktober 1999. Sie war frei wählbar für alle Versicherten mit Wohn- oder Beschäftigungsort in Nordrhein-Westfalen, Niedersachsen, Baden-Württemberg, Berlin und Bremen.
Die BKK Melitta Plus startete nach der Öffnung im Jahre 1999 mit 6.680 Versicherten.
Ehemalige BKK HMR
Die BKK HMR entstand 1996 durch den Zusammenschluss der bis dahin selbstständigen Betriebskrankenkassen EMR (Elektrizitätswerk Minden-Ravensberg GmbH, gegründet 1914) und Kreis Herford (gegründet 1919). Die Öffnung für Mitglieder aus ganz Nordrhein-Westfalen erfolgte im Jahr 2003. Bis zu diesem Zeitpunkt hatte die BKK HMR 10.412 Versicherte (30. Juni 2013). Am 1. Januar 2009 fusionierte sie mit der BKK Lafarge Dachsysteme aus Petershagen. Diese wiederum ist am 18. November 1884 als Betriebskrankenkasse der Schütte Aktiengesellschaft für Tonindustrie (seit 1873) gegründet worden.
Insgesamt wurden zeitweise mehr als 22.000 Versicherte betreut. Traditionell war die BKK HMR mit ihren Angeboten regional ausgerichtet. Daneben zählte die BKK in der Vergangenheit zu den bundesweit günstigsten Krankenkassen.
Im Januar 2022 folgte dann der Zusammenschluss der beiden Kassen. Es entstand die bkk melitta hmr.

Ehemalige BKK BPW Bergische Achsen KG
Am 7. August 1918 beantragte als Vertreter des Trägerunternehmens Herr Gustav Friedrich Kotz beim zuständigen Versicherungsamt Gummersbach die Errichtung einer eigenen Betriebskrankenkasse für die Mitarbeiter des Betriebes. Am 5. April 1919 nahm die BKK ihre Tätigkeit als Betriebskrankenkasse der Firma Bergische Achsenfabrik Fr. Kotz & Söhne auf. Am 1. Januar 2024 kam es zur Fusion mit der bkk melitta hmr.
Fusion mit der BKK BPW
Am 1. Januar 2024 erfolgte der Zusammenschluss der bkk melitta hmr mit der BKK BPW Bergische Achsen KG – unter dem gemeinsamen Namen bkk melitta hmr. Dadurch hat die bkk melitta hmr nun auch ein ServiceCenter in Wiehl. Zum Stichtag 1. Januar 2024 betreute die Kasse über 86.000 Versicherte und hat eine personelle Stärke von ca. 200 Mitarbeitern.

## Weblink
- Offizielle Website